# Zeddine
Zeddine è un comune dell'Algeria, situato nella provincia di 'Ayn Defla.